# パレ駅
パレ駅（仏語：Gare du Palais）はカナダケベック州ケベック・シティー リュ・ドゥ・ラ・ガール・デュ・パレ450にある駅。カナダ各地を結ぶVIA鉄道が乗り入れている。当駅は一般に、「ケベック駅」、「ケベック・シティー駅」と呼ばれることが多い。

## 概要
シャトー・フロンテナックに似た駅舎は、カナディアン・パシフィック・レイルウェイ（CPR）によって建設され、1915年に開業した。その後、1976年8月に一時閉鎖。使用していたCPRの線路を廃止し、代わりにサン・シャルル川を渡ってくるCNRの線路を引き込めるようプラットホームの角度を換え、9年後の1985年11月に再開業した。現在は、頭端式ホーム2面4線で、VIA Railが運行するモントリオールからの列車が発着している。
構内には、レストラン、売店、コインロッカー、VIAのパノラマラウンジがあり、また、バスターミナルが併設されていて、オルレアン・エクスプレスなどが運行する長距離路線バス、および、キャピタル交通ネットワークが運行する市内路線バスなどが発着している。

## 利用可能な鉄道路線／列車
VIA鉄道の出発する列車は下記の通り。
モントリオールとケベック・シティ間の昼行中距離列車コリドー号 …モントリオール方面 4本/日 出発

## バス
当駅から乗車できるバスは以下の通り。
路線バス オルレアン・エクスプレス (Orléans Express) 
路線バス キャピタル交通ネットワーク (Réseau de transport de la Capitale) 